# Прешна Лока
Прешна Лока (словен. Prešna Loka) — поселення в общині Севниця, Споднєпосавський регіон, Словенія. Висота над рівнем моря: 315,1 м.